# Novozelandske papige
Novozelandske papige (lat. Strigopidae) su porodica ptica reda papigašica. Sastoji se od dva roda, Nestor i Strigops. Rod Nestor se sastoji od kee i kake, dok se u rod Strigops svrstava kakapo. Dvije vrste koje su nastanjivale otoke Norfolk, Chatham i Phillip su sada izumrle. Moderni nazivi navedenih ptica su isti kao i maorski nazivi. 

## Opis
Kake s Norfolka i Chathama su nedavno izumrle, a kakapo, kea i dvije podvrste kake su sve ugrožene zbog ljudskog utjecaja. Uvezene su svinje i oposumi, koji jedu jaja vrsta koje se gnijezde na tlu, a dodatno nestajanje je izazvano ubijanjem zbog hrane i zbog mišljenja da su poljoprivredni nametnici, gubitkom staništa i zbog uvezenih osa. 
Ova porodica se odvojila od drugih papiga prije oko 82 miljuna godina kada se Novi Zeland odvojio od Gondvane. Rodovi Nestor i Strigops su se odvojili jedan od drugog prije 60 do 80 milijuna godina.
Sve vrste roda Nestor su zdepaste građe s kvadratastim repom. Imaju četkast vrh jezika kao loriji, zbog čega su smatrani njihovim srodnicima. Istraživanje DNK ovih ptica je dokazalo da zapravo nisu u srodstvu. U ovaj rod su svrstane četiri vrste. Kea je osjetljiva vrsta, dok su dvije podvrste kake ugrožene. 
Kakapo je jedini pripadnik roda Strigops. Jedini je noćni papagaj i ne može letjeti. Najteži je papagaj i jedan od najugroženijih (kritično ugrožen). Godine 2009. evidentirano je oko 250 jedinki.

## Galerija
- Kea
- Kaka s južnog otoka
- Kaka sa sjevernog otoka
- Izumrla kaka s otoka Norfolk
- Kakapo